# Mihails Gavrilovs
Mihails Gavrilovs (ros. Михаил Михайлович Гаврилов, trb. Michaił Michajłowicz Gawriłow; ur. 1951) – łotewski ekonomista i polityk narodowości rosyjskiej, wykładowca, deputowany do Rady Najwyższej Republiki Łotewskiej (1990–1993), radny Rygi. Przewodniczący Partii Rosyjskiej. 

## Życiorys
W 1973 ukończył studia z dziedziny planowania przemysłowego w Łotewskim Uniwersytecie Państwowym (LVU). Uzyskał stopień kandydata nauk ekonomicznych. Wykładał ekonomię polityczną kapitalizmu. 
W latach 1978–1989 należał do Komunistycznej Partii Związku Radzieckiego. Działał w Interfroncie, był współprzewodniczącym Centrum Demokratycznej Inicjatywy. W kadencji 1990–1993 sprawował mandat deputowanego do Rady Najwyższej Republiki Łotewskiej wybranego w okręgu nr 58 w Rydze. Był wówczas wiceprezesem Asocjacji Przedsiębiorstw Przemysłowych Łotewskiej SRR. Po uzyskaniu przez Łotwę niepodległości był założycielem i prezesem Partii Rosyjskiej (Krievu partija, KP), która w wyborach samorządowych w 1997 zdobyła 2 mandaty w radzie miejskiej Rygi. W latach 90. związał partię na krótki okres z blokiem O Prawa Człowieka w Zjednoczonej Łotwie (PCTVL). W wyborach w 2001 uzyskał mandat radnego Rygi jako jedyny kandydat z listy KP. Po raz kolejny był wybierany z ramienia wspólnej listy Politycznego Związku Patriotycznego "Ojczyzna" i Łotewskiej Partii Socjalistycznej (2005) oraz LPP/LC (2009). 
Kilkakrotnie bez powodzenia ubiegał się o mandat posła na Sejm Łotwy: w 2002 (z listy KP), 2006 (z ramienia Politycznego Związku Patriotycznego „Ojczyzna” jako lider Partii Rosyjskiej), w 2010 (z listy ruchu „O lepszą Łotwę”). 
Działa na rzecz społeczności rosyjskiej na Łotwie. Jest prezesem zarządu „Fundacji Domu Rosyjskiego” oraz Łotewskiej Asocjacji Towarzystw Rosyjskich. Stoi na czele stowarzyszeń "Autonomia Narodowo-Kulturalna Rosjan na Łotwie", Rosyjska Unia Społeczna, "Rosyjska Oświata Narodowa na Łotwie". Zasiada w zarządzie stowarzyszeń "Asocjacja Rosyjskich Prawników na Łotwie" oraz "Wspólnota Rosyjska w Dyneburgu".
Pełni funkcję dyrektora spółki „Elvina”. Jest rozwiedziony.